# Johann Eberhard Blaumann
Johann Eberhard Blaumann (n. 1733, Böblingen, Ducatul de Württemberg - d. 5 februarie 1786, Sibiu) a fost un arhitect german stabilit în Transilvania, unul din reprezentanții de seamă ai stilului baroc transilvănean.

## Realizări
Printre lucrările sale de seamă se numără Palatul Bánffy din Cluj (actualul Muzeu de Artă) și turnul Bisericii Minoriților (în prezent Catedrala „Schimbarea la Față”).